# قلعه کنیل‌وورث
قلعه کنیل‌وورث (انگلیسی: Kenilworth Castle) قلعه‌ای ویران در انگلستان است.

## نگارخانه

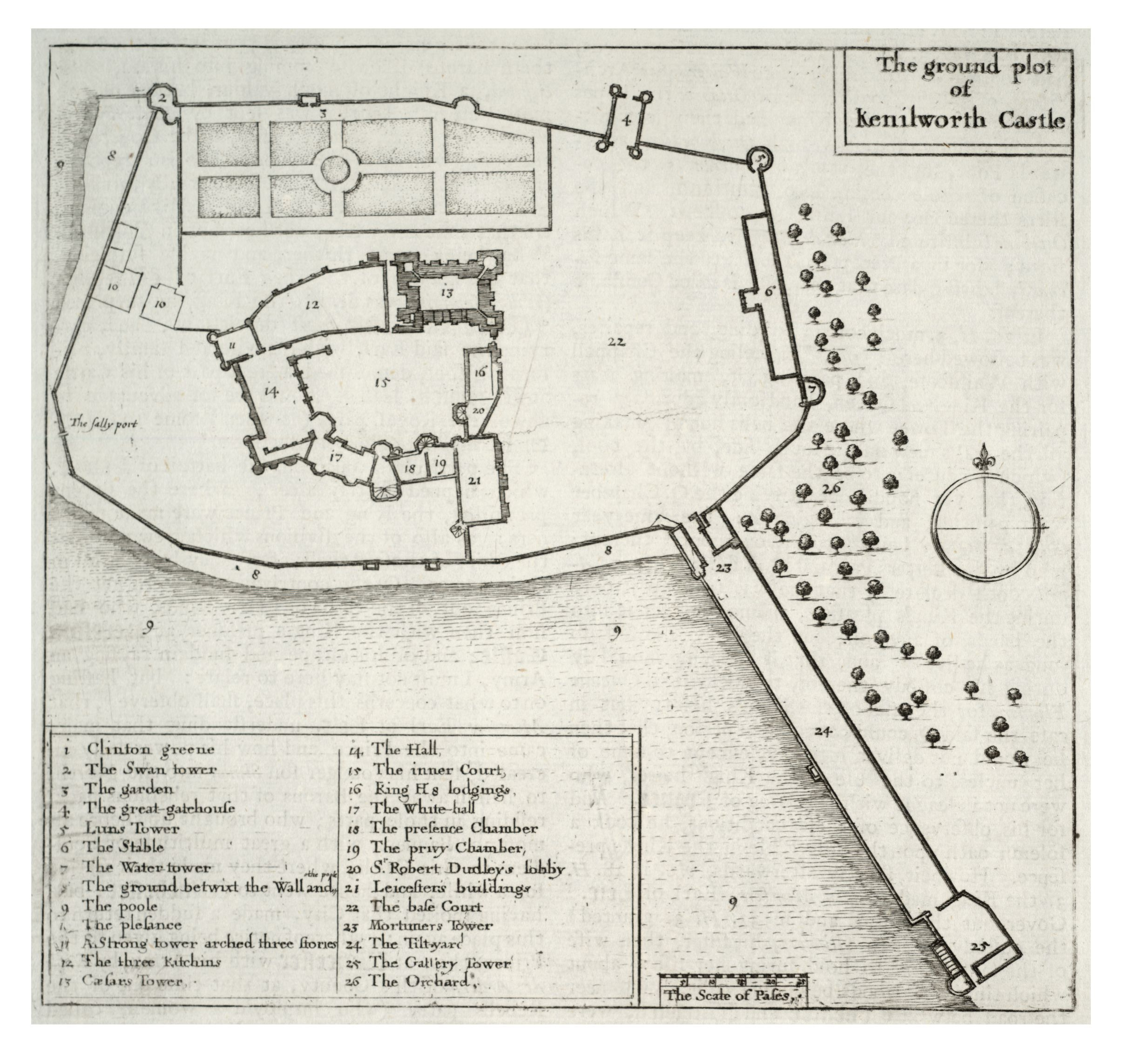
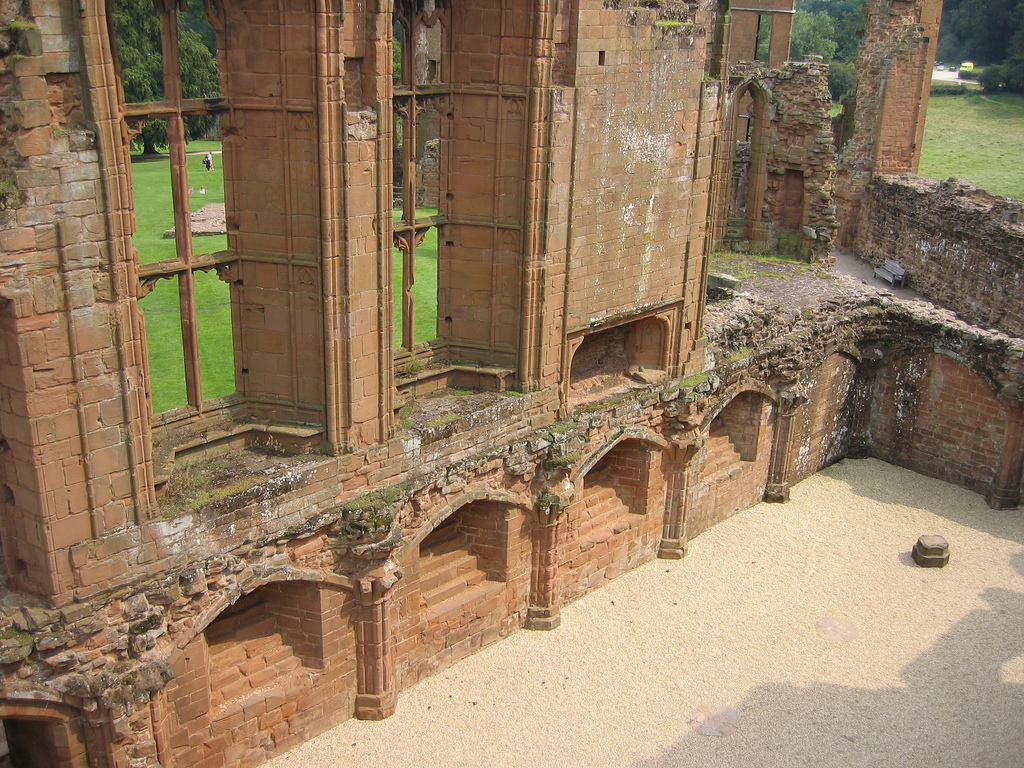
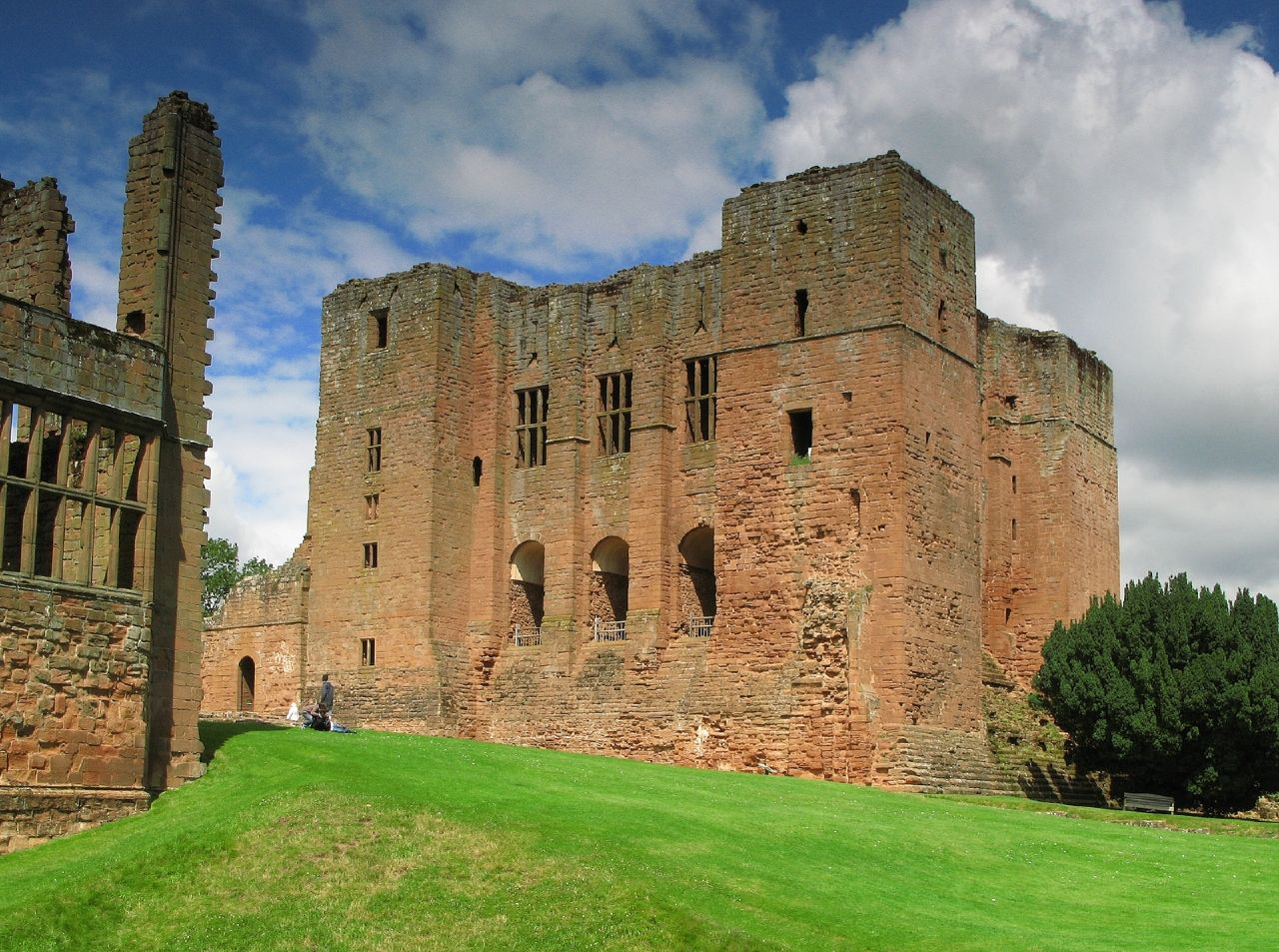
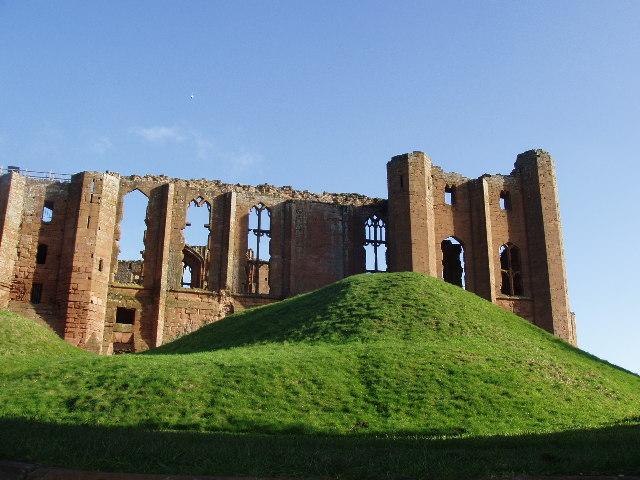
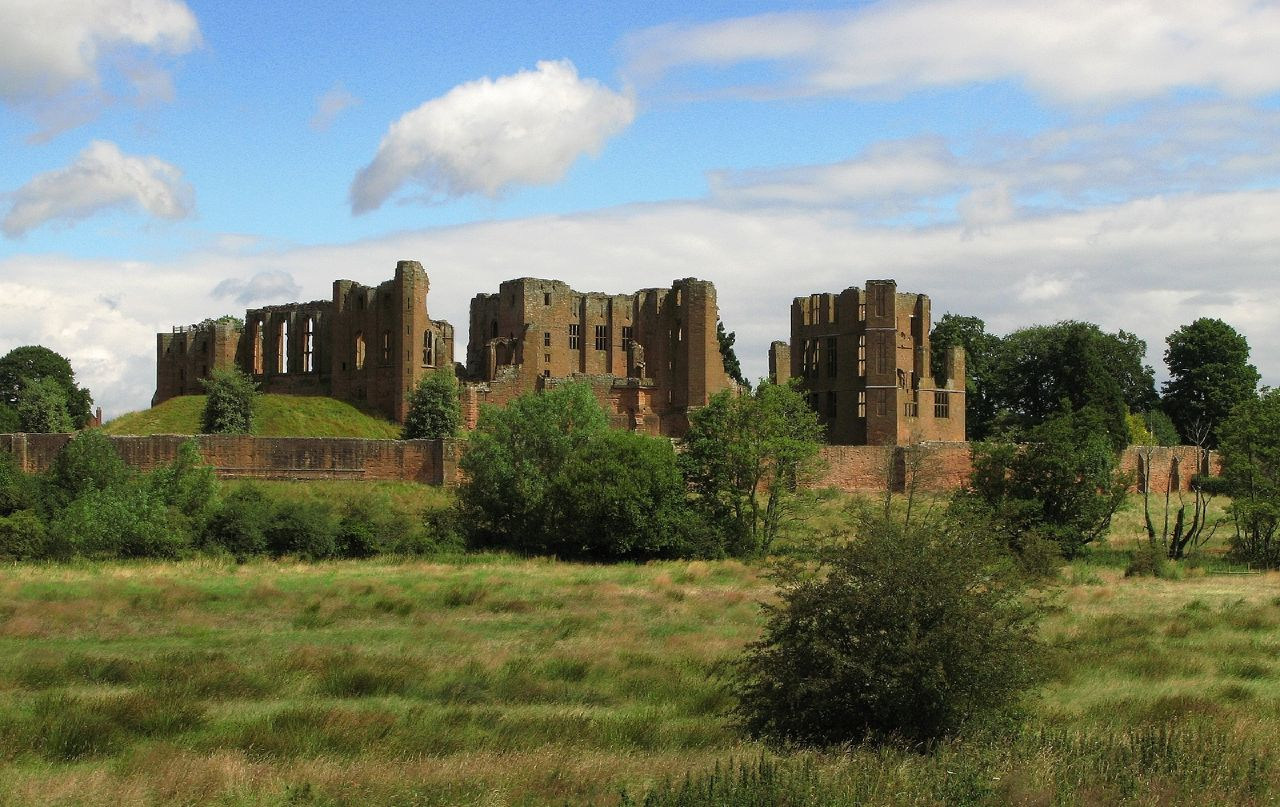
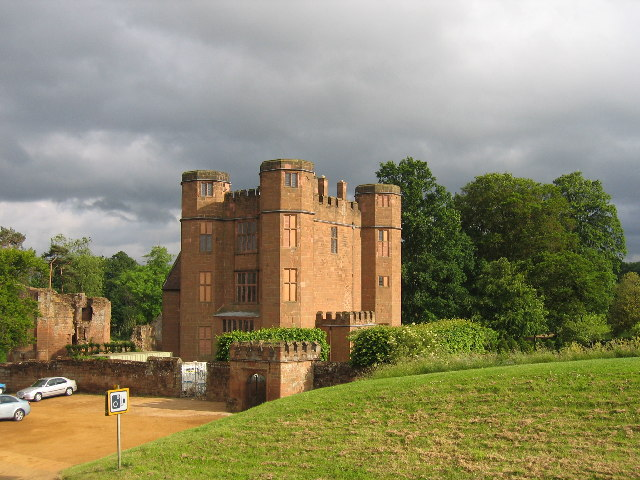
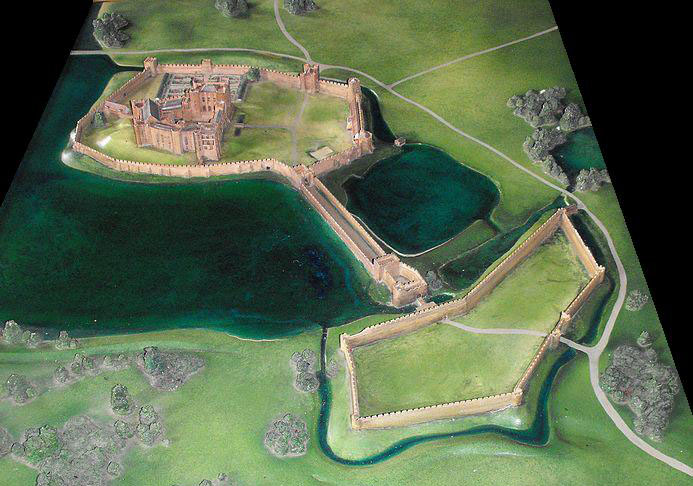
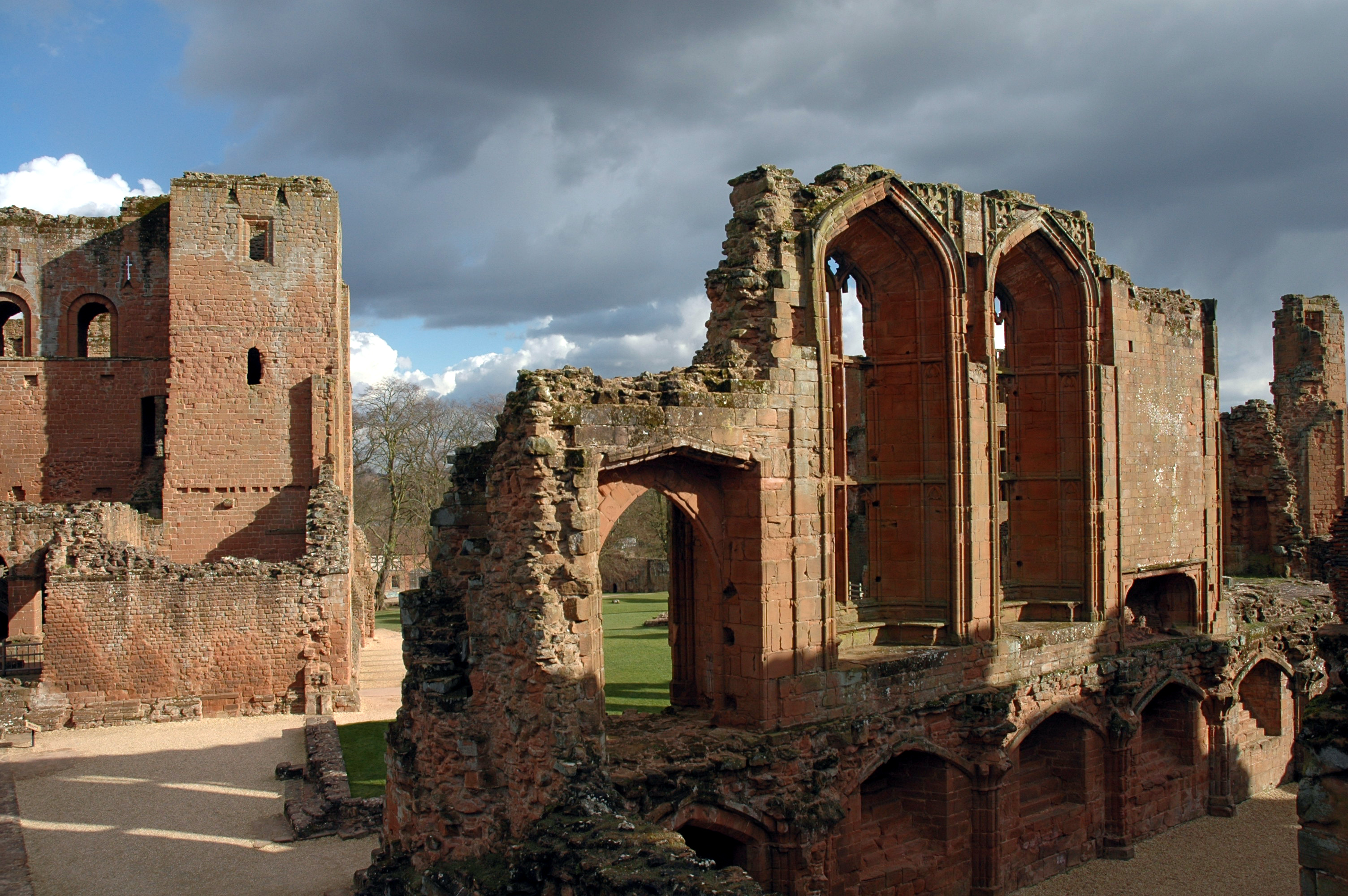
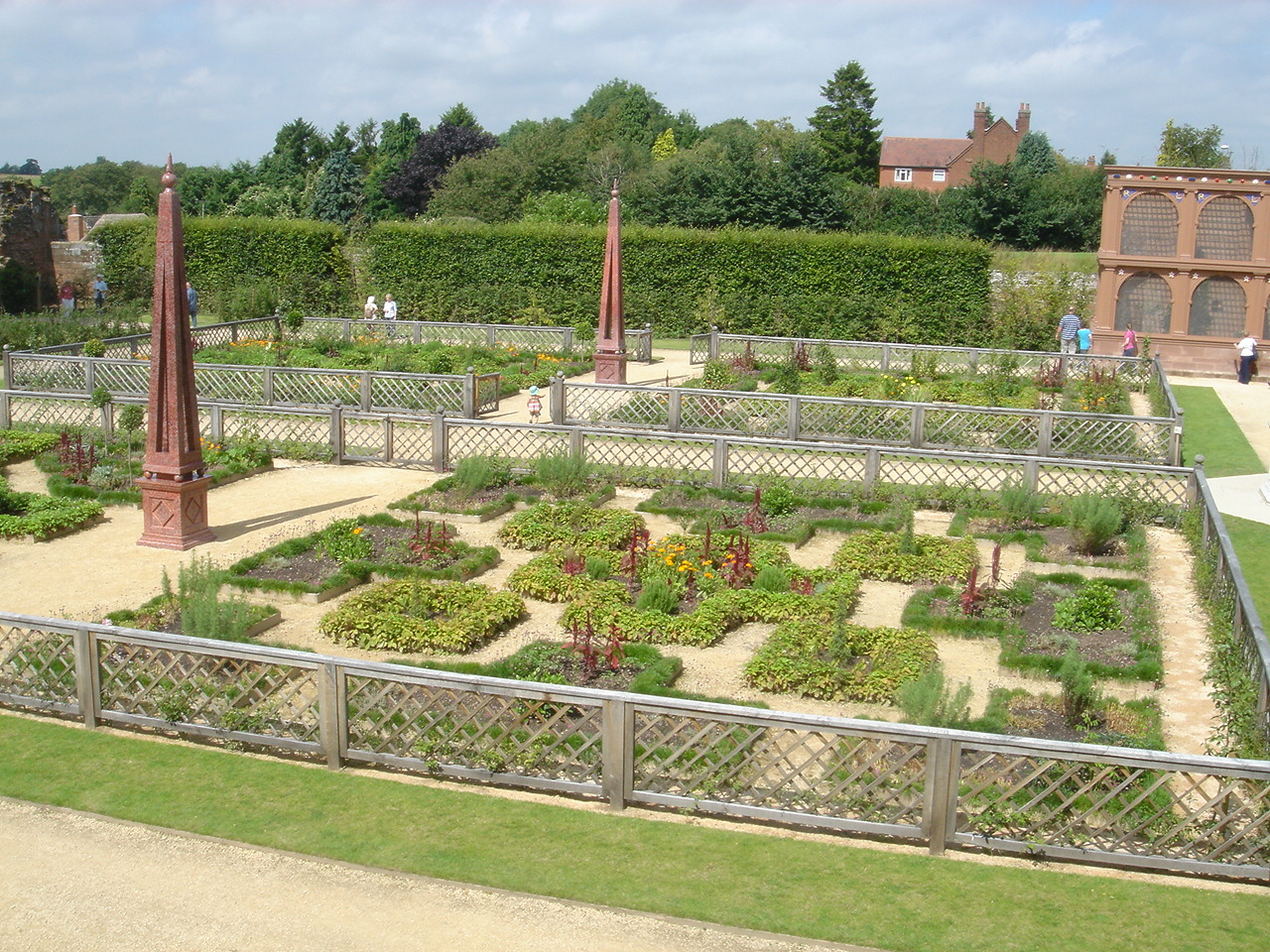